# Agromyza graminacea
Agromyza graminacea är en tvåvingeart som beskrevs av Spencer 1985. Agromyza graminacea ingår i släktet Agromyza och familjen minerarflugor.
Artens utbredningsområde är Kenya. Inga underarter finns listade i Catalogue of Life.